# 青龙山镇
青龙山镇，是中华人民共和国内蒙古自治区通辽市奈曼旗下辖的一个乡镇级行政单位。

## 行政区划
青龙山镇下辖以下地区：
青龙山村、步步登高村、古庙子村、下地村、莫家湾子村、沙子梁村、鹦哥山村、草帽山村、棍都沟村、敖包后村、得力营子村、斯布格图村、向阳所村、四一村、清水塘村、寒山皋村、三一村、平房村、大沟村、互利村、二道杖子村、小城子村、卧龙泉子村、套力波村、哈沙图村、乔家杖子村、西洼村和前店村。